# Celine (miasto Vrbovec)
Celine – wieś w Chorwacji, w żupanii zagrzebskiej, w mieście Vrbovec. W 2011 roku liczyła 977 mieszkańców.